# Parafia Świętych Apostołów Szymona i Judy Tadeusza w Jaczowie
Parafia Świętych Apostołów Szymona i Judy Tadeusza w Jaczowie – parafia rzymskokatolicka we wsi Jaczów, należąca do dekanatu Głogów – NMP Królowej Polski diecezji zielonogórsko-gorzowskiej, metropolii szczecińsko-kamieńskiej w Polsce, erygowana w 1291. Mieści się przy ulicy Głównej, pod numerem 38.